# Chiesa della Concezione a Materdei
La chiesa della Concezione a Materdei è una delle chiese monumentali di Napoli, sita in salita San Raffaele, nella zona di Materdei.

## Storia e descrizione
La struttura fu fondata nel 1743 dal padre Francesco Pepe, insieme ad un conservatorio per fanciulle. Subì modifiche nel 1789, assumendo l'attuale configurazione, e venne terminata poco tempo dopo. La direzione del conservatorio, in seguito, fu affidata a un magistrato ordinario reale. La direzione laica giovò molto al ritiro, che fu ritenuto uno dei migliori del suo tempo anche per interessamento del canonico Domenico Ventapane, poi vescovo di Teano, sepolto a lato dell'altare maggiore della chiesa.
La chiesa è ad aula unica con tre piccole cappelle laterali, articolate da paraste dalle quali si dipartono i costoloni che scandiscono la volta. Di notevole importanza è l'altare maggiore, di scuola vaccariana. È ipotizzabile un intervento di Domenico Antonio Vaccaro perché era particolarmente stimato dal gesuita che gli aveva commissionato la statua argentea dell'Immacolata per la chiesa del Gesù Nuovo. 
Presso la cappella destra c'è la sepoltura ipogea della famiglia Serra dei Duchi di Cassano.
L'elemento di spicco del conservatorio, prima di essere spostato, era la Guglia dell'Immacolata attribuita a Giuseppe Astarita. Prima di essere collocata nel luogo attuale, lo slargo di via Ugo Falcando (poco lontano dal luogo di culto), la guglia era posta nel cortile del conservatorio.
La chiesa versa in condizioni di degrado e non è visitabile.

## Galleria d'immagini

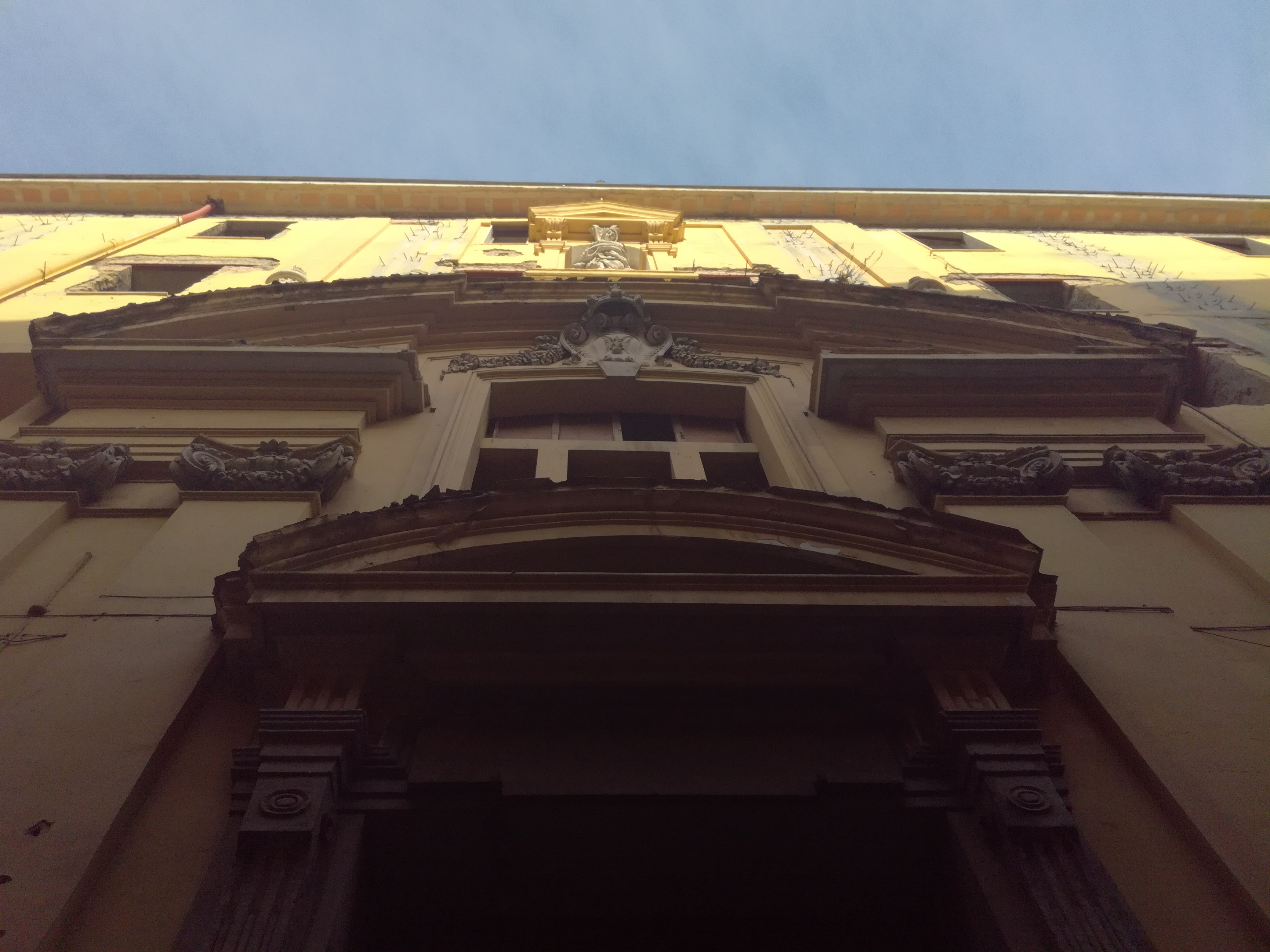
Altra visuale della facciata